# HRT Formula One Team
Pour les articles homonymes, voir HRT.
HRT Formula 1 Team (connue également sous l'acronyme HRT), précédemment dénommée « HRT Formula One Team », anciennement dénommée « Hispania Racing F1 Team », et fondée sous le nom « Campos Grand Prix », est une écurie de Formule 1 espagnole créée par l'ancien pilote Adrian Campos au milieu des années 1990. 
Après avoir disputé les World Series by Nissan et les GP2 Series sous le nom « Campos Motorsport », l'écurie s'inscrit en championnat du monde de Formule 1 2010, sous le nom « Campos Meta F1 Team » et confie à Dallara le soin de construire le châssis de sa monoplace. Le 19 février 2010, José Ramón Carabante de la Plaza, actionnaire minoritaire de Campos, reprend l'écurie en difficultés financières et la renomme « Hispania Racing F1 Team ». Le 4 juillet 2011, Thesan Capital rachète la majorité des parts de Grupo Investor Hispania auprès de José Ramon Carabante et devient détenteur de l'équipe rebaptisée HRT Formula One Team.
L'écurie a disputé trois saisons de championnat du monde de Formule 1, de 2010 à 2012. En 56 départs en Grands Prix, aucun point n'a été inscrit. Le meilleur résultat obtenu est une treizième place de Vitantonio Liuzzi au Canada en 2011, la meilleure qualification étant une dix-huitième place de Bruno Senna au Grand Prix de Belgique 2010.

## Historique

### 2010: Le premier engagement en championnat du monde de Formule 1

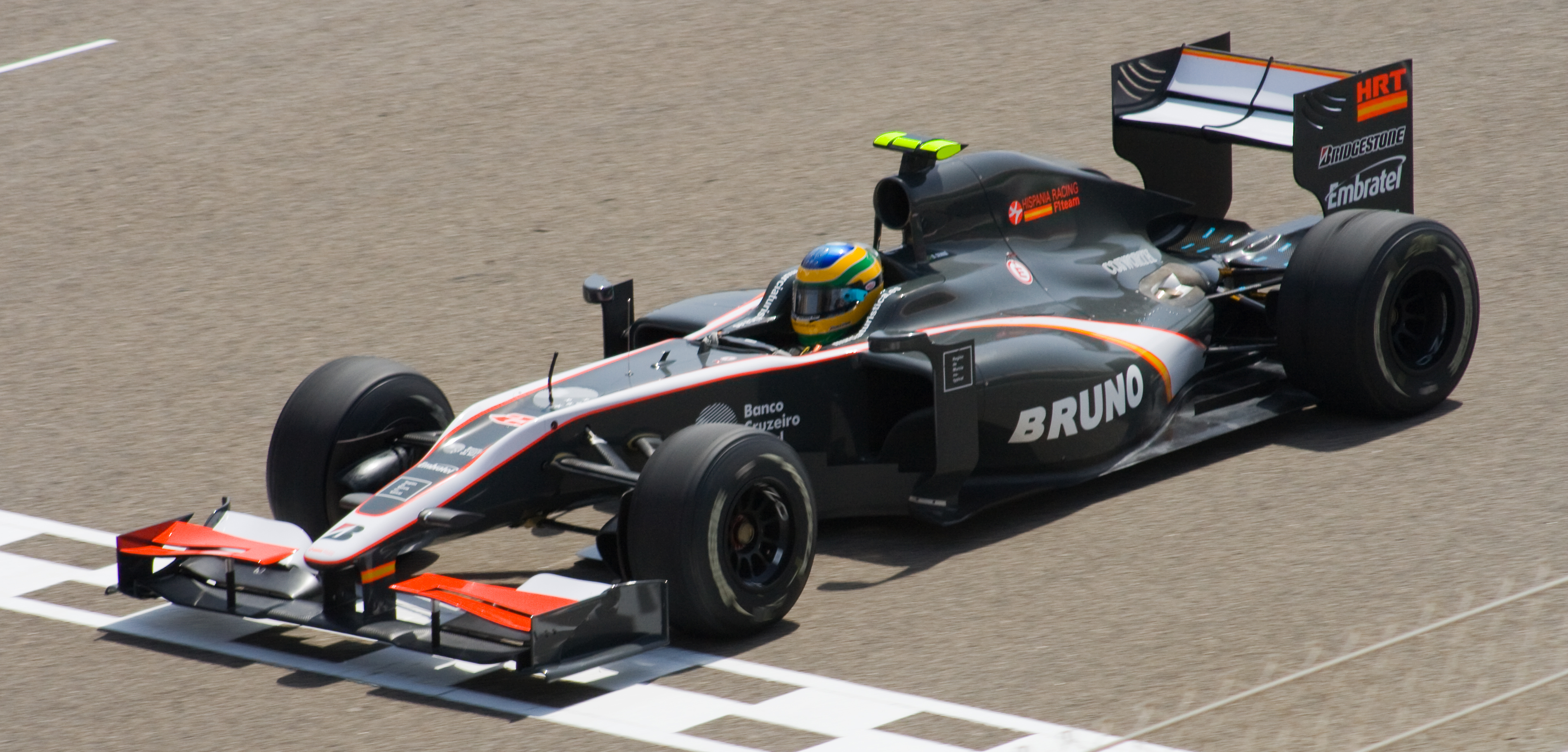
Bruno Senna sur l'Hispania F110 en 2010 à Bahreïn.

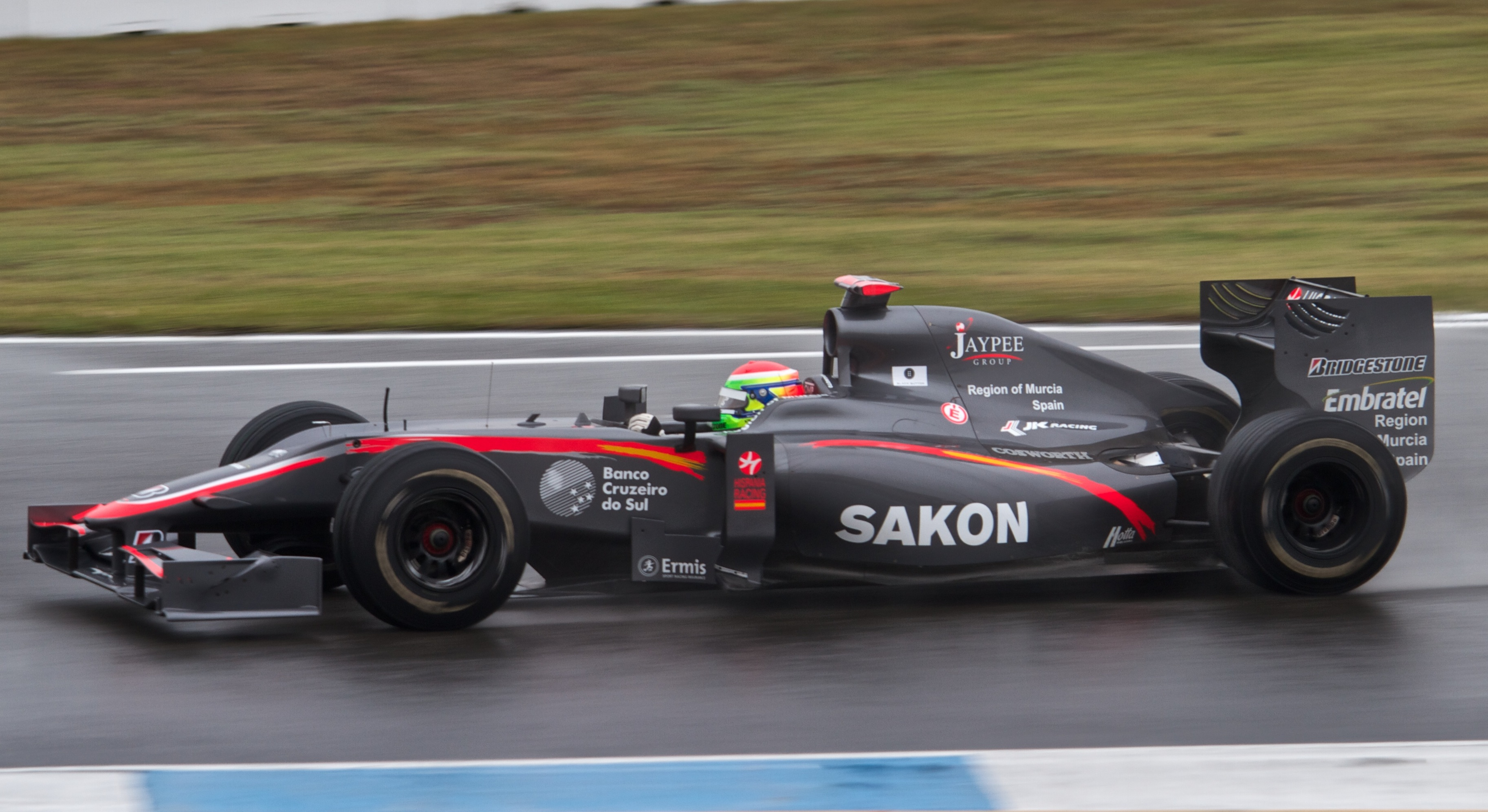
Sakon Yamamoto sur l'Hispania F110 en 2010 en Allemagne.

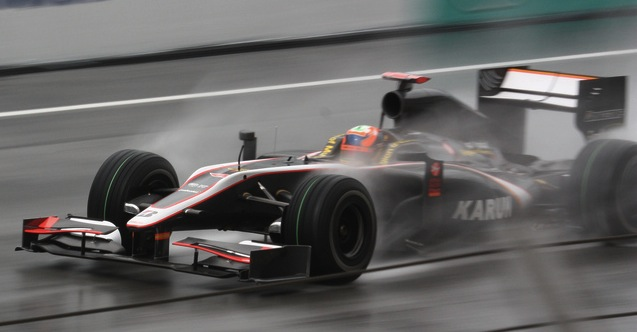
Karun Chandhok sur l'Hispania F110 en 2010 en Malaisie.

Le 24 juin 2009, Campos Grand Prix fait partie des nouvelles équipes sélectionnées par la FIA pour disputer le championnat 2010. La monoplace est conçue par le constructeur italien Dallara et le moteur est fourni par Cosworth. Bruno Senna est nommé premier pilote fin octobre. Le 23 novembre 2009, la FIA annonce que la monoplace de l'écurie espagnole a passé avec succès les crash-tests d'homologation.
À la suite d'un partenariat financier avec Meta Image, l'écurie est engagée en championnat sous la dénomination « Campos Meta F1 Team ». Toutefois, l'équipe peine à trouver des sponsors au point de se priver d'essais privés et recherche des investisseurs pour pouvoir participer au championnat. L'homme d'affaires espagnol José Ramón Carabante, actionnaire minoritaire de l'écurie, rachète alors les parts d'Adrian Campos et prend le contrôle de l'écurie le 19 février, nomme Colin Kolles directeur principal de l'écurie et découvre que l'équipe espagnole est un atelier vide. Le 2 mars, l'écurie est officiellement rebaptisée Hispania Racing F1 Team, puis l'Indien Karun Chandhok, qui connait bien Senna, est recruté comme second pilote.
À Bahreïn, qui sert de séance d'essais pour l'équipe qui n'a encore jamais fait tourner sa F110, les voitures arrivent en pièces détachées et seule la monoplace de Bruno Senna est assemblée le vendredi soir à l'issue de la première journée d'essais libres. Karun Chandhok, qui parvient juste à boucler trois tours en qualifications, se qualifie à onze secondes de la pole position. Il abandonne sur sortie de route au second tour de l'épreuve. Senna ne boucle que dix-huit tours avant de renoncer sur surchauffe moteur. À Melbourne, les deux voitures se rapprochent des autres nouveaux en qualifications, à six secondes de la pole position. En course, Bruno Senna abandonne sur problème technique tandis que Chandhok rallie l'arrivée à cinq tours des premiers après avoir signé son meilleur tour à dix secondes du record du tour. À Sepang, Chandhok et Senna se classent vingt-deuxième et vingt-troisième en qualifications, profitant des aléas météorologiques. Ils terminent respectivement quinzième et seizième. À l'occasion du Grand Prix d'Espagne, Colin Kolles annonce le recrutement de Christian Klien comme troisième pilote de l'écurie afin d'aider Sakon Yamamoto, recruté au même poste un mois plus tôt.
Le 26 mai 2010, Hispania Racing F1 Team annonce la fin de sa collaboration avec Dallara, constructeur qui lui fournit les châssis F110 engagés cette saison. Cette décision intervient à la suite des tensions qui règnent entre les deux parties depuis plusieurs mois : durant l'intersaison, HRT était en retard dans ses paiements pour le constructeur italien tandis que des critiques sont formulées à l'égard de la qualité du châssis Dallara depuis le début de saison.
Le 8 juillet 2010, HRT nomme son pilote-essayeur Sakon Yamamoto titulaire pour le Grand Prix automobile de Grande-Bretagne à la place de Bruno Senna. À partir Grand Prix d'Allemagne Yamamoto remplace Karun Chandhok grâce à un complément de budget de cinq millions d'euros pour courir et venir en aide à l'écurie mais le Japonais est lui-même remplacé par Christian Klien, pilote-essayeur, pour les deux dernières courses de la saison. 
L'écurie se classe onzième du championnat du monde, devant Virgin Racing, sans avoir inscrit de point.

### 2011: Poursuite difficile en championnat du monde de Formule 1

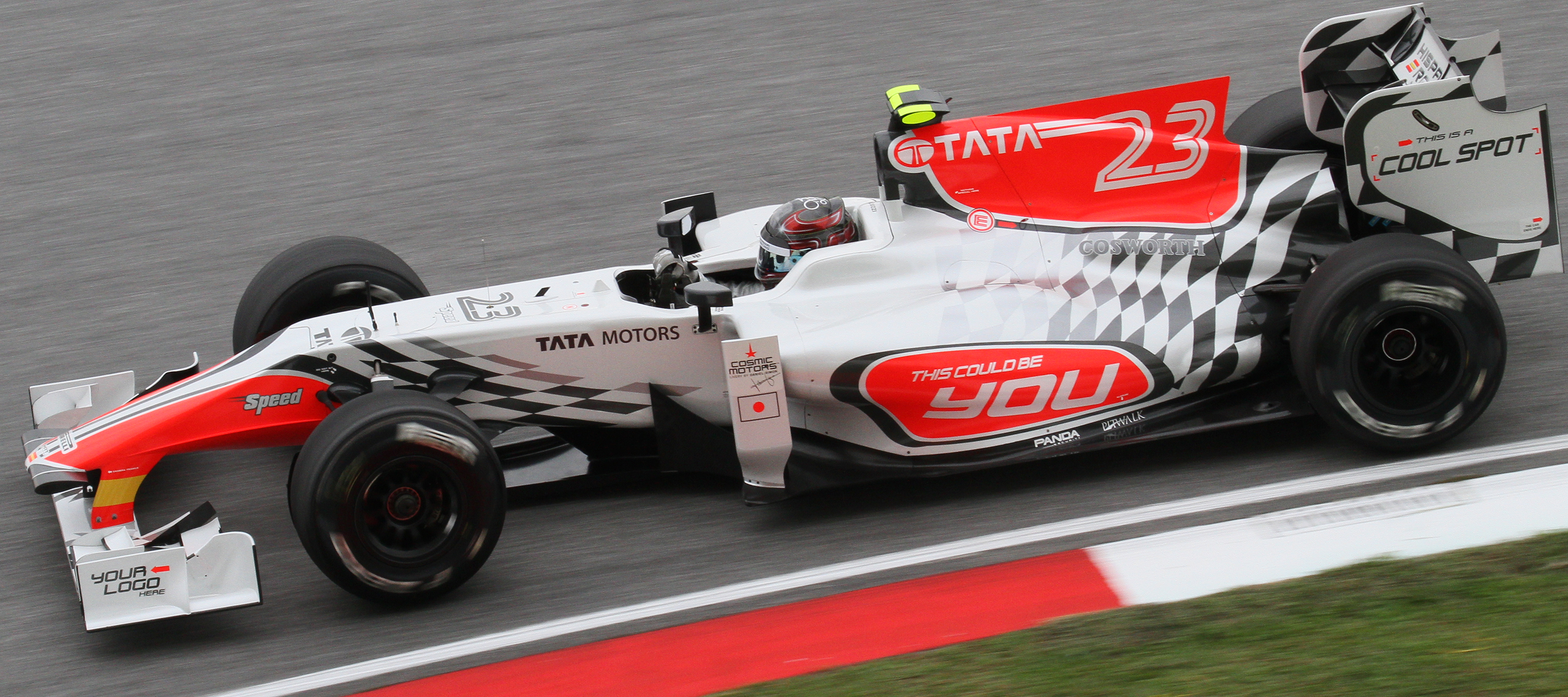
Vitantonio Liuzzi sur l'Hispania F111 en 2011 à Sepang.

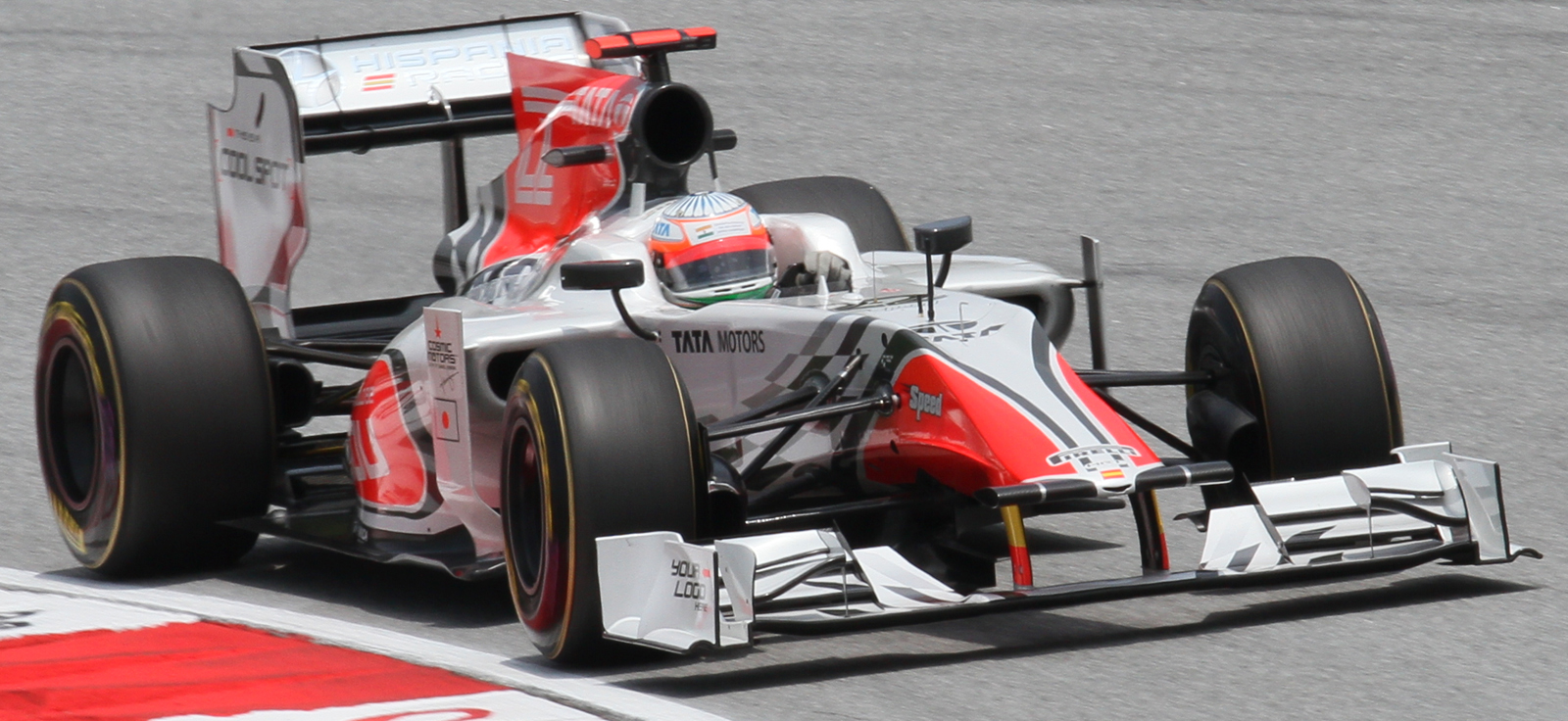
Narain Karthikeyan sur l'Hispania F111 en 2011 à Sepang.

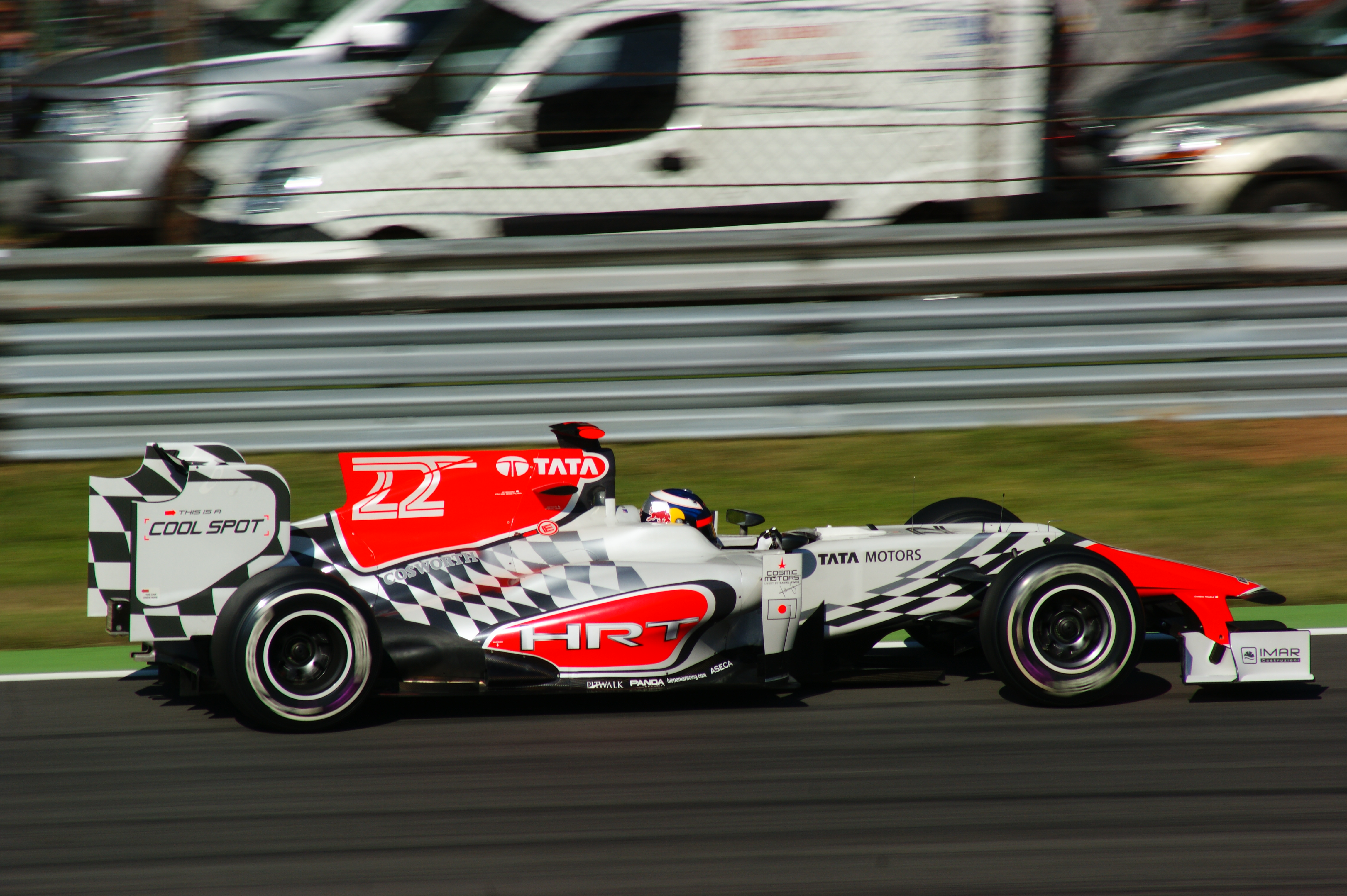
Daniel Ricciardo sur l'Hispania F111 en 2011 à Monza.

Le 6 janvier 2011, l'écurie engage Narain Karthikeyan qui apporte un budget de huit millions d'euros. Le contrat de Bruno Senna n'est pas prolongé, tandis que HRT lance une procédure à l'encontre de Karun Chandhok qui n'a apporté que deux millions d'euros sur les huit prévus. Le 9 mars, Vitantonio Liuzzi devient le second pilote de l'écurie.
Lors du Grand Prix inaugural, en Australie, les pilotes ne peuvent tourner en essais libres car les monoplaces sont en cours de montage. Faute de roulage, les pilotes ne parviennent pas, en séance Q1 de la qualification, à réaliser un temps inférieur aux 107 % du meilleur temps de la session et ne se qualifient pas pour le Grand Prix. L'équipe dépose un appel auprès de la FIA pour disputer tout de même l'épreuve, mais cette demande est rejetée. 
Peu avant la Malaisie, HRT conclut une entente avec Mercedes Grand Prix pour utiliser une de ses deux souffleries de Brackley, souvent à l'arrêt à la suite de l'accord signé entre les équipes pour la restriction des budgets et des ressources. À Sepang, HRT dispose d'un nouvel aileron avant, les monoplaces utilisant lors du Grand Prix d'ouverture une simple évolution de l'aileron de la HRT F110 de la saison précédente. Les deux monoplaces se qualifient pour le second Grand Prix de la saison, mais aucune ne termine la course, Liuzzi abandonnant à quatre tours du terme.
À Montréal, Vitantonio Liuzzi réalise la meilleure séance de qualifications de l'année pour Hispania Racing en se classant vingt-et-unième. Pour la première fois de la saison, les deux Marussia Virgin Racing sont derrière lui sur la grille. À l'issue de la course, HRT atteint la dixième place du championnat du monde des constructeurs. Lors du Grand Prix d'Europe, à Valence, HRT n'est pas en mesure de confirmer à domicile les performances du Canada à cause d'une surchauffe du train arrière.
À la suite d'une entente avec l'écurie Red Bull Racing, HRT titularise le pilote australien Daniel Ricciardo, pilote d'essais Red Bull et Toro Rosso, lors du Grand Prix de Grande-Bretagne à Silverstone. Red Bull Racing peut ainsi permettre à son troisième pilote d'accumuler sans pression de l'expérience en course.
Le 4 juillet 2011, Thesan Capital, filiale de Nomura Group devient actionnaire majoritaire de Grupo Investor Hispania, détenteur de l'équipe HRT. Thesan Capital rachète la majorité des parts de José Ramón Carabante et prend le contrôle de l'équipe. Les dirigeants en place sont, dans un premier temps, annoncés comme maintenus à leur poste. 
Toutefois, Thesan Capital procède aux premiers licenciements au sein de l'équipe à l'occasion du Grand Prix d'Allemagne. Le groupe d’investissement madrilène se sépare de l'ancien propriétaire, José Ramon Carabante, et de son fils qui devraient être remplacés à la tête de l’équipe par l'ancien pilote Luis Pérez-Sala. L'attachée de presse Alba Saiz est également licenciée, Thesan Capital n'ayant pas apprécié que, lors du communiqué d'annonce du rachat de l'écurie, il soit indiqué que Carabante resterait en place. La société projette également de changer le nom de l'équipe en « HRT Formula One Team » dès 2012,. Un nouveau logo apparaît simultanément sur le site de l'écurie.
Au Grand Prix d'Inde, Vitantonio Liuzzi cède son baquet au pilote local Naraïn Karthikeyan qui peut courir devant son public grâce aux subsides de son sponsor personnel Hero Motors.

### 2012: Restructuration et disparition de l'écurie

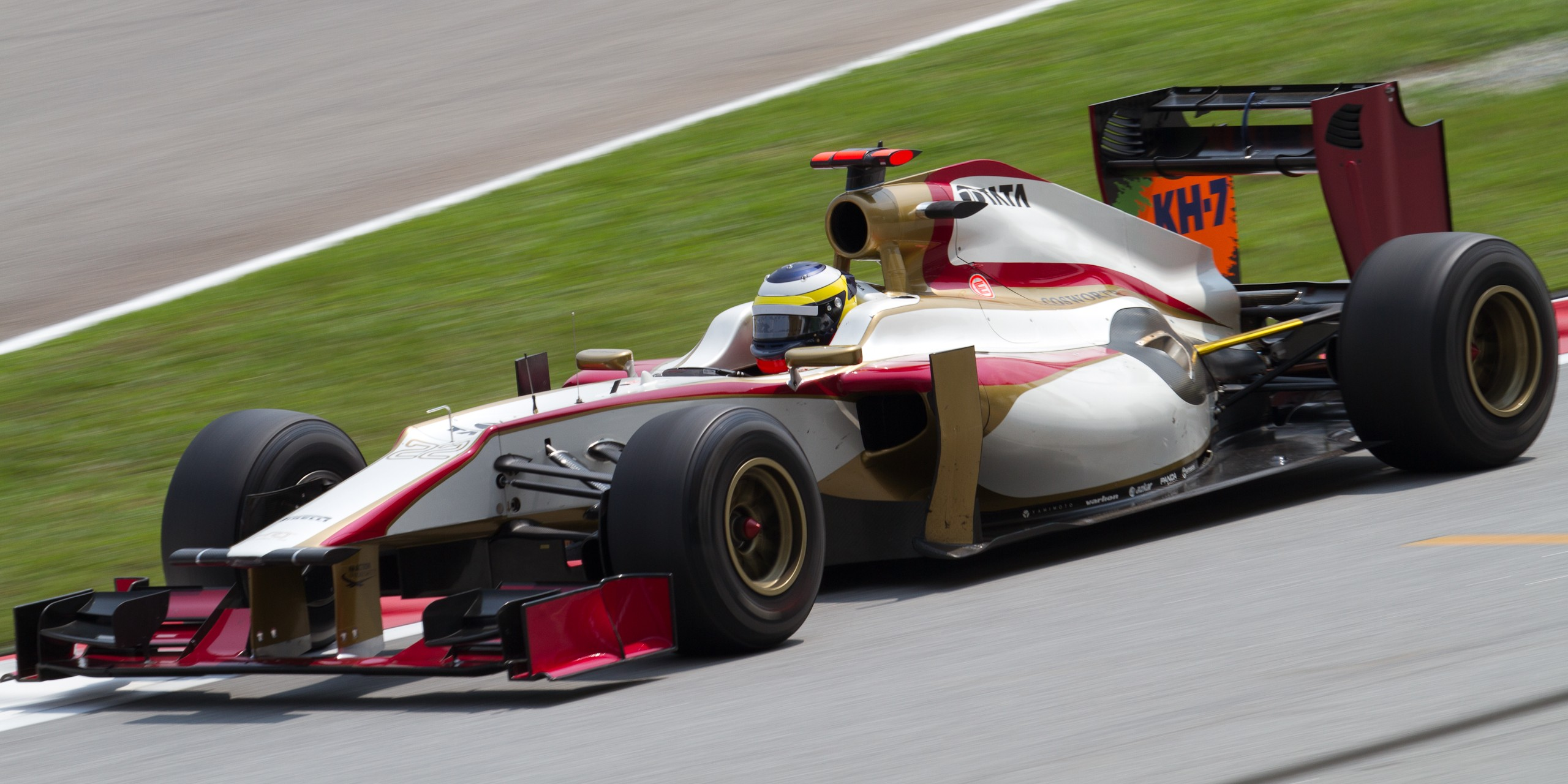
Pedro de la Rosa sur la Hispania F112 en Malaisie.

Alors que la saison 2011 n'est pas encore finie, HRT annonce avoir recruté Jacky Eeckelaert pour concevoir la prochaine monoplace de l’équipe aux côtés du nouvel aérodynamicien en chef de l'écurie Stéphane Schosse. L'écurie signe peu après un accord avec Williams F1 Team pour la fourniture d'une boîte de vitesses, d'un SREC et d'un train arrière issu de la Williams FW33 pour équiper la prochaine F112. Peu avant le dernier Grand Prix de la saison 2011, HRT annonce la titularisation de Pedro de la Rosa pour les saisons 2012 et 2013. Le 3 février 2012, HRT annonce la titularisation de l'Indien Narain Karthikeyan qui fait son retour dans l'écurie.
Lors du premier Grand Prix de la saison, en Australie, aucun des pilotes HRT ne parvient à se qualifier. Toni Cuquerella est nommé directeur technique de l'écurie le 2 avril 2012, poste vacant depuis le départ de Geoff Willis en septembre 2011. L'écurie décide de ne pas participer aux essais privés du Mugello du 1er au 3 mai, préférant se concentrer sur le développement de la voiture et l'installation dans les nouveaux locaux de la Caja Magica. Peu avant le Grand Prix d'Espagne, l'équipe annonce la venue du nouveau sponsor Cristalbox. Le 12 novembre 2012 la compagnie d’investissement Thesan Capital annonce que l'écurie est en vente et qu'elle négocie avec plusieurs groupes d’investissement. 
Le 30 novembre 2012, alors que HRT vient de terminer le championnat à la douzième et dernière place du classement, l'écurie ne figure pas sur la liste provisoire des inscriptions des écuries au championnat 2013 publié par la FIA. L'écurie n'a pas trouvé de repreneur pour 2013, n'a plus les fonds nécessaires pour poursuivre son activité en Formule 1, et met la clé sous la porte,.

### Historique du logo

Logo de l'écurie engagée en GP2.
Logo de l'écurie lors de l'accession en Formule 1.
Logo de l'écurie après le rachat par José Ramón Carabante.
Logo de l'écurie en 2011 avant le rachat par Thesan Capital.
Logo de l'écurie en 2011 après le renommage de l'écurie par Thesan Capital.
Logo de l'écurie en 2012.

## Résultats en championnat du monde de Formule 1
| Saison | Écurie                               | Châssis       | Moteur             | Pneus       | Pilotes                                                   | Grands Prix disputés | Points inscrits | Classement |
| ------ | ------------------------------------ | ------------- | ------------------ | ----------- | --------------------------------------------------------- | -------------------- | --------------- | ---------- |
| 2010   | Hispania Racing F1 Team              | Hispania F110 | Cosworth CA2010 V8 | Bridgestone | Karun Chandhok Bruno Senna Sakon Yamamoto Christian Klien | 19                   | 0               | 11e        |
| 2011   | Hispania Racing HRT Formula One Team | Hispania F111 | Cosworth CA2011 V8 | Pirelli     | Narain Karthikeyan Vitantonio Liuzzi Daniel Ricciardo     | 18                   | 0               | 11e        |
| 2012   | HRT Formula 1 Team                   | Hispania F112 | Cosworth CA2012 V8 | Pirelli     | Pedro de la Rosa Narain Karthikeyan                       | 19                   | 0               | 12e        |

| Saison | Écurie                                       | Châssis       | Moteur             | Pneumatiques | Pilotes            | Courses | Courses | Courses | Courses | Courses | Courses | Courses | Courses | Courses | Courses | Courses | Courses | Courses | Courses | Courses | Courses | Courses | Courses | Courses | Courses | Points inscrits | Classement |
| Saison | Écurie                                       | Châssis       | Moteur             | Pneumatiques | Pilotes            | 1       | 2       | 3       | 4       | 5       | 6       | 7       | 8       | 9       | 10      | 11      | 12      | 13      | 14      | 15      | 16      | 17      | 18      | 19      | 20      | Points inscrits | Classement |
| --- | -------------------------------------------- | ------------- | ------------------ | ------------ | ------------------ | ------- | ------- | ------- | ------- | ------- | ------- | ------- | ------- | ------- | ------- | ------- | ------- | ------- | ------- | ------- | ------- | ------- | ------- | ------- | ------- | --------------- | ---------- |
| 2010 | Hispania Racing F1 Team                      | Hispania F110 | Cosworth CA2010 V8 | Bridgestone  |                    | BAH     | AUS     | MAL     | CHI     | ESP     | MON     | TUR     | CAN     | EUR     | GBR     | ALL     | HON     | BEL     | ITA     | SIN     | JAP     | COR     | BRÉ     | ABU     |         | 0               | 11e        |
| 2010 | Hispania Racing F1 Team                      | Hispania F110 | Cosworth CA2010 V8 | Bridgestone  | Karun Chandhok     | Abd     | 14e     | 15e     | 17e     | Abd     | 14e*    | 20e*    | 18e     | 18e     | 19e     |         |         |         |         |         |         |         |         |         |         | 0               | 11e        |
| 2010 | Hispania Racing F1 Team                      | Hispania F110 | Cosworth CA2010 V8 | Bridgestone  | Bruno Senna        | Abd     | Abd     | 16e     | 16e     | Abd     | Abd     | Abd     | Abd     | 20e     |         | 19e     | 17e     | Abd     | Abd     | Abd     | 15e     | 14e     | 21e     | 19e     |         | 0               | 11e        |
| 2010 | Hispania Racing F1 Team                      | Hispania F110 | Cosworth CA2010 V8 | Bridgestone  | Sakon Yamamoto     |         |         |         |         |         |         |         |         |         | 20e     | Abd     | 19e     | 20e     | 19e     |         | 16e     | 15e     |         |         |         | 0               | 11e        |
| 2010 | Hispania Racing F1 Team                      | Hispania F110 | Cosworth CA2010 V8 | Bridgestone  | Christian Klien    |         |         |         |         |         |         |         |         |         |         |         |         |         |         | Abd     |         |         | 22e     | 20e     |         | 0               | 11e        |
| 2011 | Hispania Racing F1 Team HRT Formula One Team | Hispania F111 | Cosworth CA2011 V8 | Pirelli      |                    | AUS     | MAL     | CHI     | TUR     | ESP     | MON     | CAN     | EUR     | GBR     | ALL     | HON     | BEL     | ITA     | SIN     | JAP     | COR     | IND     | ABU     | BRÉ     |         | 0               | 11e        |
| 2011 | Hispania Racing F1 Team HRT Formula One Team | Hispania F111 | Cosworth CA2011 V8 | Pirelli      | Narain Karthikeyan | Nq      | Abd     | 23e     | 21e     | 21e     | 17e     | 17e     | 24e     |         |         |         |         |         |         |         |         | 17e     |         |         |         | 0               | 11e        |
| 2011 | Hispania Racing F1 Team HRT Formula One Team | Hispania F111 | Cosworth CA2011 V8 | Pirelli      | Vitantonio Liuzzi  | Nq      | Abd     | 22e     | 22e     | Abd     | 16e     | 13e     | 23e     | 18e     | Abd     | 20e     | 19e     | Abd     | 20e     | 23e     | 21e     |         | 20e     | Abd     |         | 0               | 11e        |
| 2011 | Hispania Racing F1 Team HRT Formula One Team | Hispania F111 | Cosworth CA2011 V8 | Pirelli      | Daniel Ricciardo   |         |         |         |         |         |         |         |         | 19e     | 19e     | 18e     | Abd     | Nc      | 19e     | 22e     | 19e     | 18e     | Abd     | 20e     |         | 0               | 11e        |
| 2012 | HRT Formula 1 Team                           | Hispania F112 | Cosworth CA2012 V8 | Pirelli      |                    | AUS     | MAL     | CHI     | BRN     | ESP     | MON     | CAN     | EUR     | GBR     | ALL     | HON     | BEL     | ITA     | SIN     | JAP     | COR     | IND     | ABU     | USA     | BRÉ     | 0               | 12e        |
| 2012 | HRT Formula 1 Team                           | Hispania F112 | Cosworth CA2012 V8 | Pirelli      | Pedro de la Rosa   | Nq      | 21e     | 21e     | 20e     | 19e     | Abd     | Abd     | 17e     | 20e     | 21e     | 22e     | 18e     | 18e     | 17e     | 18e     | Abd     | Abd     | 17e     | 21e     | 17e     | 0               | 12e        |
| 2012 | HRT Formula 1 Team                           | Hispania F112 | Cosworth CA2012 V8 | Pirelli      | Narain Karthikeyan | Nq      | 22e     | 22e     | 21e     | Abd     | 15e     | Abd     | 18e     | 21e     | 23e     | Abd     | Abd     | 19e     | Abd     | Abd     | 20e     | 21e     | Abd     | 22e     | 18e     | 0               | 12e        |
| Légende |                                              |               |                    |              |                    |         |         |         |         |         |         |         |         |         |         |         |         |         |         |         |         |         |         |         |         |                 |            |
| Légende : ici |                                              |               |                    |              |                    |         |         |         |         |         |         |         |         |         |         |         |         |         |         |         |         |         |         |         |         |                 |            |
| - * le pilote n'a pas fini la course, mais a été classé parce qu'il a parcouru plus de 90 % de la distance de la course. |                                              |               |                    |              |                    |         |         |         |         |         |         |         |         |         |         |         |         |         |         |         |         |         |         |         |         |                 |            |

## Palmarès des pilotes HRT Formula One Team
| Pilotes            | Grand Prix disputés | Victoires | Podiums | Points inscrits | Pole positions | Meilleur tour en course | Classement au championnat |
| ------------------ | ------------------- | --------- | ------- | --------------- | -------------- | ----------------------- | ------------------------- |
| Karun Chandhok     | 10                  | 0         | 0       | 0               | 0              | 0                       | 22e en 2010               |
| Bruno Senna        | 18                  | 0         | 0       | 0               | 0              | 0                       | 23e en 2010               |
| Sakon Yamamoto     | 7                   | 0         | 0       | 0               | 0              | 0                       | 26e en 2010               |
| Christian Klien    | 3                   | 0         | 0       | 0               | 0              | 0                       | 27e en 2010               |
| Vitantonio Liuzzi  | 17                  | 0         | 0       | 0               | 0              | 0                       | 23e en 2011               |
| Daniel Ricciardo   | 11                  | 0         | 0       | 0               | 0              | 0                       | 26e en 2011               |
| Narain Karthikeyan | 27                  | 0         | 0       | 0               | 0              | 0                       | 27e en 2011 24e en 2012   |
| Pedro de la Rosa   | 19                  | 0         | 0       | 0               | 0              | 0                       | 25e en 2012               |